# Crepis bursifolia
Espèce
Crepis bursifolia est une espèce de plantes à fleurs, de la famille des Astéracées. Cette espèce est originaire d'Europe.

## Systématique
Le nom correct complet (avec auteur) de ce taxon est Crepis bursifolia L..
Ce taxon porte en français les noms vernaculaires ou normalisés suivants : Crépide à feuilles de Capselle, Crépide à feuilles de roquette, Barkhausie à feuilles de capselle, Crépis à feuilles de capselle , Barkhausie à feuilles de roquette, Crépide à feuilles de bourse-à-pasteur.
Crepis bursifolia a pour synonymes :
- Barkhausia balbisiana DC.
- Barkhausia bursifolia var. bursifolia
- Barkhausia bursifolia var. erucifolia (Gren. & Godr.) Rouy, 1905
- Barkhausia bursifolia (L.) Spreng.
- Barkhausia canescens Spreng.
- Crepis balbisiana (DC.) Sch.Bip.
- Crepis balbisiana F.Schultz
- Crepis bursifolia var. lacinulosa Lojac.
- Crepis erucifolia Gren. & Godr.
- Crepis hirta Pers.
- Hieracioides bursifolia (L.) Kuntze
- Hyoseris hirta Balb.
- Hyoseris hirta Balb. ex Willd.
- Lagoseris bursifolia (L.) Link
- Lagoseris bursifolia (L.) Rchb., 1823
- Leontodon gussonei Spreng.

## Habitats
Jusqu'à 600 m d'altitude. Naturalisé, en expansion.
Friches vivaces thermophiles, notamment urbaines.

## Phytosociologie
- Laguro ovati-Bromion rigidi Géhu & Géhu-Franck ex Géhu 2004. Communautés méditerranéennes et atlantiques des arrières dunes plus ou moins perturbées.